# Herrmann A. L. Degener
Herrmann August Ludwig Degener (né le 1er août 1874 à Leipzig et mort le 1er août 1943 à Berlin) est un éditeur allemand et rédacteur en chef de l'ouvrage de référence biographique très répandu Degener's Wer ist's?.

## Biographie
Le fils d'un grossiste effectue un apprentissage de libraire à Leipzig puis poursuit sa formation à Heidelberg, Oxford et Londres. En novembre 1904, Degener fonde la maison d'édition HA Ludwig Degener à Leipzig, dont il est un partenaire actif jusqu'en 1921. Depuis 1905, le dictionnaire personnel « Degener's Wer ist's ? ". Cet ouvrage est publié en dix éditions en 1935 et devient l'ouvrage de référence biographique le plus important de son époque en Allemagne. En avril 1910, l'éditeur de magazines Degener & Co est fondé à Leipzig, dont Degener quitte fin 1919.
De 1911 à 1927, Degener est également président du Deutschen Buchhändler-Lehranstalt. Pendant ce temps, il est également le trésorier de l'Office central pour l'histoire personnelle et familiale allemande (de). En 1921, il signe un contrat par lequel ce bureau central est intégré à la Deutsche Bücherei de Leipzig. De 1921 jusqu'à sa mort en 1943, Degener est directeur général de la nouvelle société Verlag Chemie. Degener, qui souffrait d'angine de poitrine, décède en 1943 le jour de ses 69 ans.
Degener est marié à Cécile Louise Lonchamp depuis 1900.

## Honneurs
- Croix du Mérite de guerre royale saxonne (de) de 1915 ou 1916 [1]
- 1931 Plaque August-Wilhelm-von-Hofmann de la société chimique allemande
- 1931 Sénateur honoraire de l'Université technique de Karlsruhe